# Mihai Drăguș
Mihai Drăguș (Bucarest, 13 marzo 1973) è un ex calciatore rumeno, di ruolo centrocampista.
È il padre di Denis Drăguș, anch'egli calciatore.

## Palmarès

### Club

#### Competizioni nazionali
- Campionato sudcoreano: 1

Suwon Bluewings: 1998